# Stockholmståg

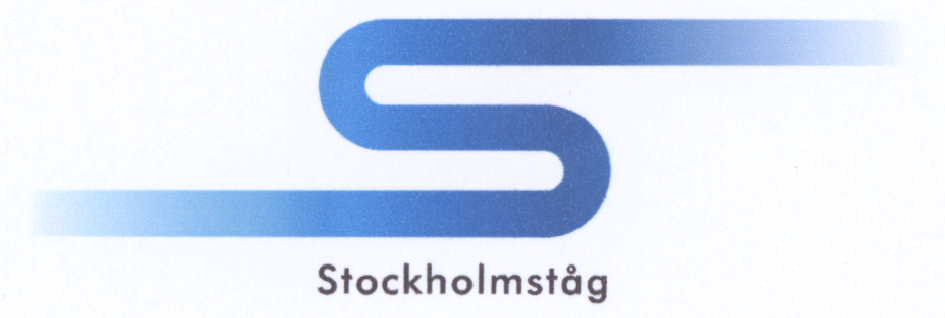
En tidigare logo för Stockholmståg

Stockholmståg Kommanditbolag var ett svenskt järnvägsföretag som ägdes av SJ AB.  
Kommanditbolaget hade uppdrag att köra pendeltågen åt SL. Sedan 2024, har SJ bildat ett aktiebolag vid namn SJ Stockholmståg AB, som har samma uppdrag som SJ tidigare hade innan MTR-tiden. 
Kommanditbolaget bildades 2005 tillsammans med Tågkompaniet. Efter ändrade ägarförhållanden i Tågkompaniet utnyttjade SJ sin hemköpsrätt och köpte deras del år 2007.
På uppdrag av Storstockholms Lokaltrafik (SL) utförde Stockholmståg pendeltågstrafiken i Stockholms län 18 juni 2006 - 10 dec 2016. Stockholmståg förlorade trafiken i upphandlingen i december 2015 till MTR Pendeltågen som tog över den 11 december 2016. 
Stockholmståg släppte i början av 2016 en applikation vid namn Pendelprognos för att hålla koll på eventuella förseningar och hur fulla pendeltågen var. Med hjälp av en illustration över tågen där tågets olika delar var färgade grönt, rött eller gult, visades den aktuella lasten. Applikationen har efter företagets upplösning plockats bort och är inte längre tillgänglig för nedladdning.